# Luc Pillot
Luc Camille Fernand Pillot (Bar-sur-Seine, 10 de julio de 1959) es un deportista francés que compitió en vela en la clase 470.
Participó en dos Juegos Olímpicos de Verano, obteniendo dos medallas, bronce en Los Ángeles 1984 y oro en Seúl 1988, ambas en la clase 470 (junto con Thierry Peponnet).
Ganó dos medallas en el Campeonato Mundial de 470, oro en 1986 y plata en 1985, y cinco medallas en el Campeonato Europeo de 470 entre los años 1982 y 1988.

## Palmarés internacional
| \| Juegos Olímpicos \| Juegos Olímpicos \| Juegos Olímpicos \| Juegos Olímpicos \| \| Año \| Lugar \| Medalla \| Clase \| \| ------------------ \| ---------------------------- \| ----------------- \| ---------------- \| \| 1984 \| Los Ángeles (Estados Unidos) \| Medalla de bronce \| 470 \| \| 1988 \| Seúl (Corea del Sur) \| Medalla de oro \| 470 \| \| Campeonato Mundial \| \| \| \| \| Año \| Lugar \| Medalla \| Clase \| \| 1985 \| Marina di Carrara (Italia) \| Medalla de plata \| 470 \| \| 1986 \| Salou (España) \| Medalla de oro \| 470 \| \| Campeonato Europeo \| \| \| \| \| Año \| Lugar \| Medalla \| Clase \| \| 1982 \| Balatonfüred (Hungría) \| Medalla de plata \| 470 \| \| 1983 \| Puck (Polonia) \| Medalla de bronce \| 470 \| \| 1986 \| Sønderborg (Dinamarca) \| Medalla de oro \| 470 \| \| 1987 \| Lysekil (Suecia) \| Medalla de plata \| 470 \| \| 1988 \| Quiberon (Francia) \| Medalla de oro \| 470 \| |                              |                   |       |
| Juegos Olímpicos |                              |                   |       |
| Año | Lugar                        | Medalla           | Clase |
| 1984 | Los Ángeles (Estados Unidos) | Medalla de bronce | 470   |
| 1988 | Seúl (Corea del Sur)         | Medalla de oro    | 470   |
| Campeonato Mundial |                              |                   |       |
| Año | Lugar                        | Medalla           | Clase |
| 1985 | Marina di Carrara (Italia)   | Medalla de plata  | 470   |
| 1986 | Salou (España)               | Medalla de oro    | 470   |
| Campeonato Europeo |                              |                   |       |
| Año | Lugar                        | Medalla           | Clase |
| 1982 | Balatonfüred (Hungría)       | Medalla de plata  | 470   |
| 1983 | Puck (Polonia)               | Medalla de bronce | 470   |
| 1986 | Sønderborg (Dinamarca)       | Medalla de oro    | 470   |
| 1987 | Lysekil (Suecia)             | Medalla de plata  | 470   |
| 1988 | Quiberon (Francia)           | Medalla de oro    | 470   |